# Fonzaso
Fonzaso est une commune de la province de Belluno dans la  Vénétie en Italie.

## Administration
| Période                                  | Période  | Identité         | Étiquette    | Qualité |
| ---------------------------------------- | -------- | ---------------- | ------------ | ------- |
| 14 juin 2004                             | En cours | Gianluigi Furlin | Lista Civica |         |
| Les données manquantes sont à compléter. |          |                  |              |         |

### Hameaux
Arten, Frassenè, Agana, Giaroni, Pederoncon

### Communes limitrophes
Arsiè, Feltre, Lamon, Pedavena, Seren del Grappa, Sovramonte

### Évolution démographique
Habitants recensés

## Personnalités liées à la commune
- Francesco Mengotti, né à Fonzaso, le 15 septembre 1749, et mort à Milan le 5 mars 1830, avocat, économiste, ingénieur et homme politique italien des XVIIIe et XIXe siècles.